# Victorià de la Riva i Ruiz
Victorià de la Riva i Ruiz   (Barcelona, 9 d'abril de 1878 - Barcelona, 16 de gener de 1930) fou un futbolista català de la dècada de 1900 i dirigent esportiu.
Fou jugador del RCD Espanyol entre 1903 i 1905. Jugava de davanter i fou campió de Catalunya la temporada 1903-04.
Fou president de l'Espanyol durant dues etapes, 1919-1920 i 1920-1924. Durant la seva presidència es compraren els terrens de l'Estadi de Sarrià. També fou president del Cercle del Liceu.
Els seus germans Santiago i Genaro també foren presidents de l'Espanyol.

## Palmarès
- Campionat de Catalunya de futbol:
  - 1903-04